# 長谷川遼
長谷川 遼（はせがわ りょう、1995年7月14日 - ）は、日本の元俳優、子役。東京都出身。EBiDANの元メンバー。

## 出演

### テレビドラマ
- ママは女医さん（2004年、TBS）
- 当番弁護士・北条桜子（2005年9月13日、日本テレビ） - 庄田涼太 役
- ケータイ捜査官7 第15話（2008年7月23日、テレビ東京） - 蝶野辰巳 役
- モリのアサガオ（2010年、テレビ東京） - 渡瀬満（少年期） 役

### 映画
- M（2007年） - 稔（少年期） 役

| スタブアイコン | サブスタブ | この項目は、まだ閲覧者の調べものの参照としては役立たない、俳優（男優・女優）に関連した書きかけの項目です。この項目を加筆・訂正などしてくださる協力者を求めています（P:映画/PJ芸能人）。 |